# Hijo ilustre

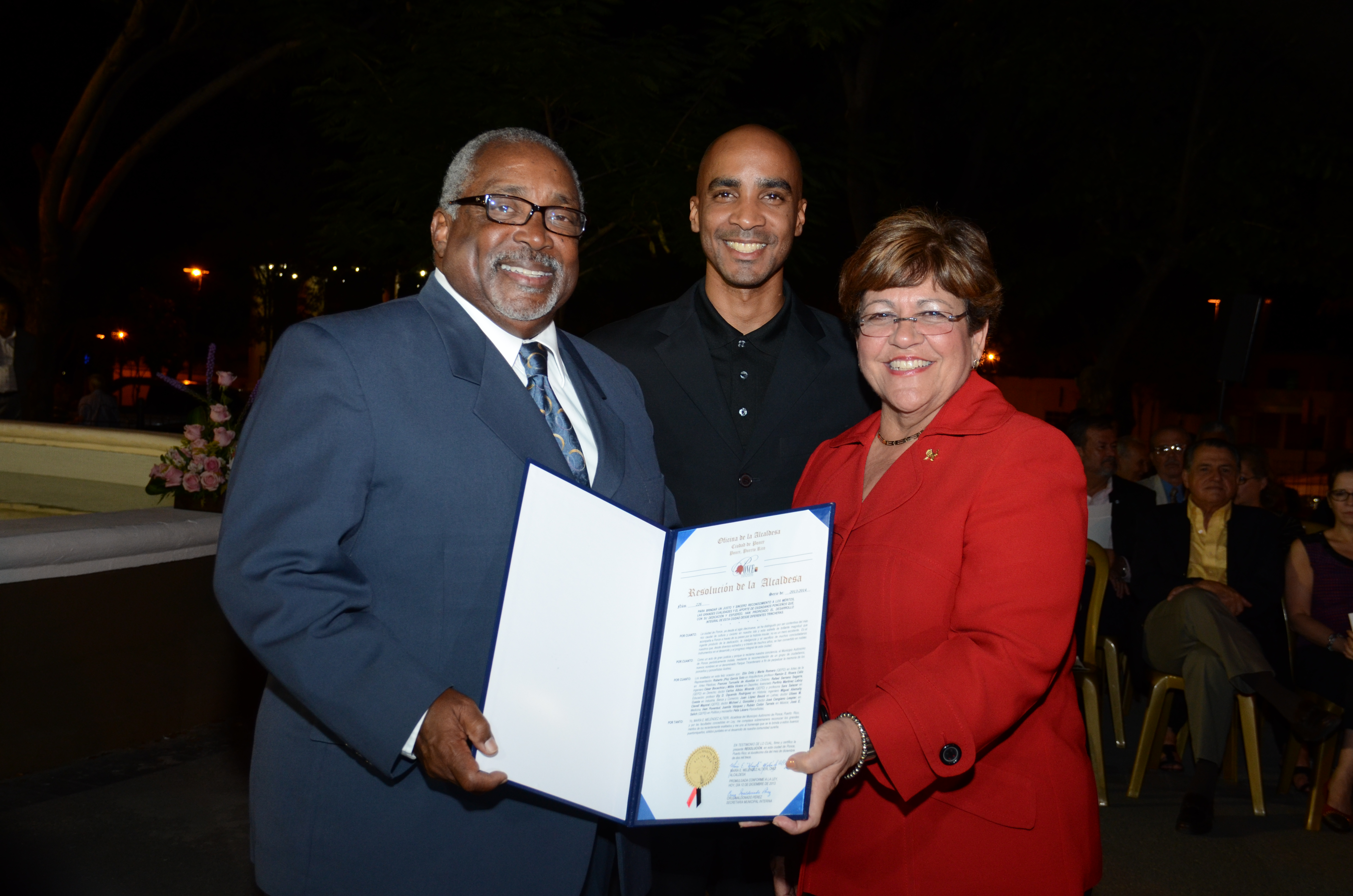
Distinción entregada a Rubén Colón Tarrats como Ponceño Ilustre por el Municipio de Ponce, Puerto Rico

Hijo ilustre o también ciudadano ilustre es un título honorífico otorgado por una autoridad de gobierno local, como un ayuntamiento o municipalidad, a aquellas personas que han nacido o hayan tenido una estadía prolongada o reconocida en un lugar dentro de su jurisdicción y que han hecho aportes destacados a la sociedad, cultura, artes, ciencias, economía, política, deporte, espiritualidad o alguna otra área de interés de la opinión pública local. Dicha distinción puede ser obtenida o revocada por aclamación popular o por iniciativa de las autoridades. 

## Situación por país

### Argentina
En Argentina es concedido el título de ciudadano ilustre por los municipios y las legislaturas provinciales como la máxima distinción honorífica que pueden conferir, rigiéndose de manera autónoma los estatutos y requisitos para entregarlo y conservarlo. Para ser ciudadano ilustre de la Ciudad Autónoma de Buenos Aires debe ser una persona física que tenga la nacionalidad argentina y que haya nacido en la ciudad o haya residido por lo menos diez años.

### Chile

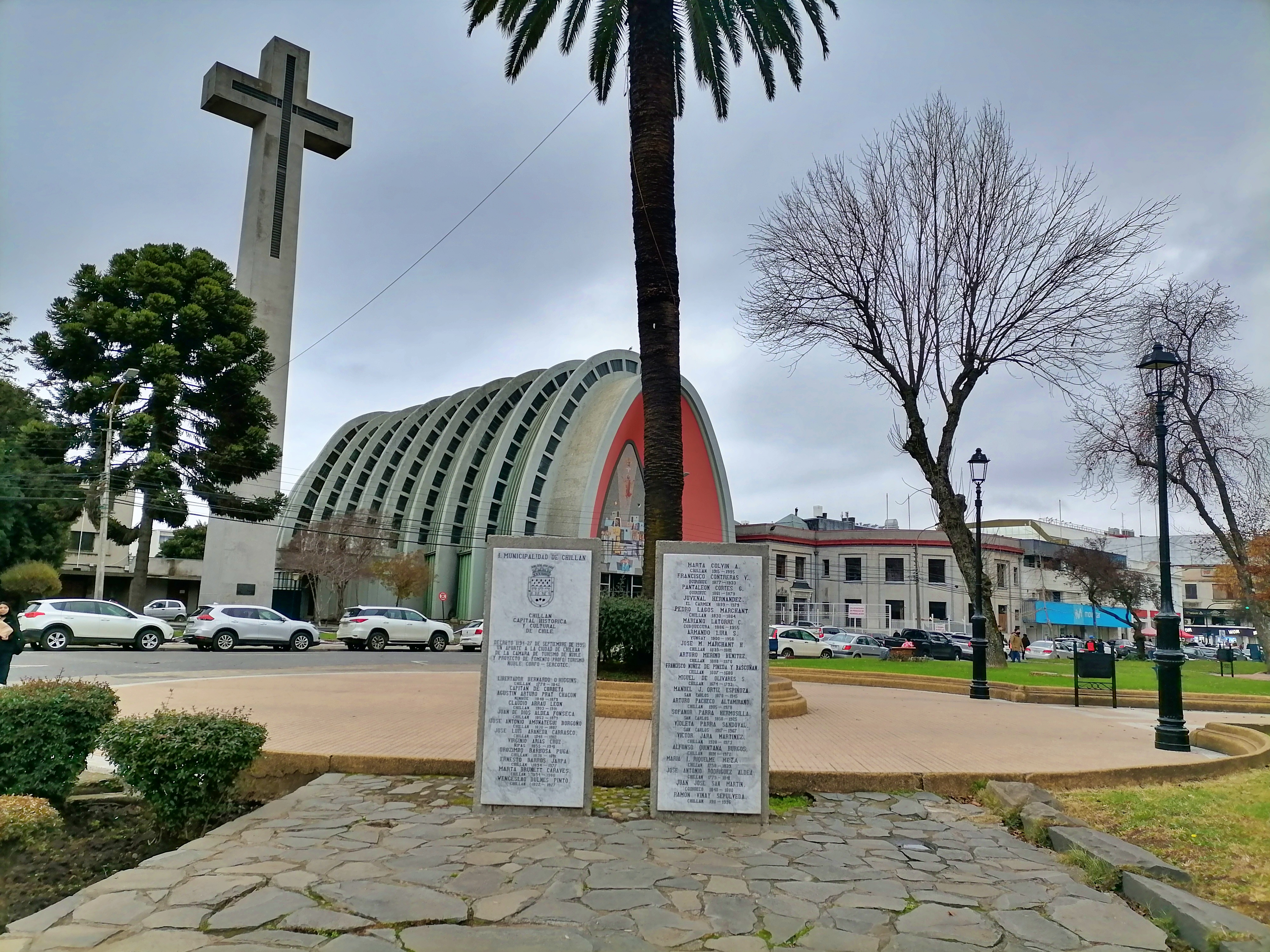
Monolito con los Hijos Ilustres de la comuna de Chillán ubicado en la Plaza de Armas

De acuerdo al derecho consuetudinario chileno, es una atribución de las municipalidades el nombrar a hijos ilustres, previa aprobación del concejo municipal. Los títulos y criterios para conferir la distinción varían según los criterios de cada comuna, pudiendo ser hijos ilustres, ciudadanos ilustres, vecinos ilustres, ciudadanos distinguidos o visitas ilustres.
La comuna de Villa Alegre, en la región del Maule, tiene en su cementerio parroquial el Sector de Hombres Ilustres, un monumento nacional con las tumbas de los fallecidos que han sido declarados como Hijos Ilustres a nivel comunal.

### Colombia
En Colombia son los municipios a través de sus ayuntamientos los que entregan el título de hijo ilustre a personas que, de acuerdo a sus propios principios, lo ameritan. En 2013, la ciudad de Barranquilla en su celebración de los doscientos años de la declaración de villa, le entregó la Medalla Bicentenaria a cuatro de sus hijos ilustres declarados: Sofía Vergara, Silvia Tcherassi, Édgar Rentería y Shakira.

### España
En España, el título de hijo predilecto o hijo adoptivo es la más alta distinción que puede conferir un ayuntamiento o una diputación española.

### Perú
En Perú las municipalidades distritales tienen la facultad de conceder el título de hijo ilustre a personas físicas bajo sus propios criterios y condiciones para dicha distinción honorífica.